# Urbano Bini
Urbano Bini (Villa Basilica, 1811 – ...) è stato un politico italiano.

## Biografia
Già sindaco di Villa Basilica, nella provincia di Lucca, venne eletto deputato alle elezioni suppletive del 6 e 13 agosto 1871 per la XI legislatura nel collegio di Capannori. Bini fu il terzo deputato eletto nel medesimo collegio in quella legislatura, dopo le dimissioni di Carlo Petri e la decadenza di Giovanni Battista Giorgini, nominato delegato governativo presso la Regia cointeressata dei tabacchi.
Alle politiche del 1874, Bini fu nuovamente candidato e raccolse 126 voti al primo turno e 168 voti al ballottaggio, finendo sconfitto da Carlo Gambarini. L'elezione di Gambarini venne tuttavia annullata il 5 dicembre 1874, a causa di alcune irregolarità nel numero delle schede dei votanti, e Umberto Bini venne così eletto il 3 gennaio 1875 con 348 voti.
Alle successive elezioni politiche, Bini venne sconfitto al ballottaggio dal candidato Enrico Del Carlo, futuro sindaco di Lucca.